# Povijest Indonezije
Povijest Indonezije oblikovali su njen geografski položaj, prirodni resursi, niz ljudskih migracija i kontakata, ratovi i osvajanja, kao i trgovina, ekonomija i politika. Indonezija je arhipelaška zemlja od 16 000 do 17 000 otoka (16 056 imenovanih i oko 6 000 naseljenih) koji se protežu duž ekvatora u jugoistočnoj Aziji. Strateški položaj zemlje na morskom putu poticao je međuotočnu i međunarodnu trgovinu; trgovina je od tada iz temelja oblikovala indonezijsku povijest. Područje Indonezije naseljeno je narodima različitih migracija, čineći raznolikost kultura, etničkih pripadnosti i jezika. Reljef i klima otočja značajno su utjecali na poljoprivredu i trgovinu te nastanak država. Granice države Indonezije podudaraju se s granicama Nizozemske Istočne Indije iz 20. stoljeća.
Fosilizirani ostaci Homo erectusa, popularno poznatog kao "javanski čovjek", i njihovi alati sugeriraju da je indonezijski arhipelag bio naseljen prije najmanje 1,5 milijuna godina. Austronezijski narod, koji čini većinu modernog stanovništva, smatra se da je porijeklom iz Tajvana i da je stigao u Indoneziju oko 2000. godine prije Krista. Od 7. stoljeća moćno pomorsko kraljevstvo Srivijaya cvjetalo je, donoseći sa sobom hinduističke i budističke utjecaje. Poljoprivredne budističke dinastije Sailendra i hinduističke Mataram kasnije su napredovale u unutrašnjosti Jave. Posljednje značajno nemuslimansko kraljevstvo, hinduističko kraljevstvo Majapahit, cvjetalo je od kasnog 13. stoljeća, a njegov utjecaj protezao se preko većeg dijela Indonezije. Najraniji dokazi islamiziranog stanovništva u Indoneziji datiraju iz 13. stoljeća na sjevernoj Sumatri; druga indonezijska područja postupno su prihvatila islam, koji je postao dominantna religija na Javi i Sumatri do kraja 16. stoljeća. Islam se najvećim dijelom prekrivao i miješao s postojećim kulturnim i vjerskim utjecajima.
Europljani poput Portugalaca stigli su u Indoneziju od 16. stoljeća nastojeći monopolizirati izvore vrijednog muškatnog oraščića, klinčića i papra kubebe u Malukuu. Godine 1602. Nizozemci su osnovali Nizozemsku istočnoindijsku kompaniju (niz. Verenigde Oostindische Compagnie) i postali dominantna europska sila do 1610. Nakon bankrota, Nizozemska istočnoindijska kompanija službeno je raspuštena 1800., a nizozemska vlada osnovala je Nizozemsku Istočnu Indiju pod državnom kontrolom. Do početka 20. stoljeća nizozemska se dominacija proširila do sadašnjih granica. Japanska invazija i okupacija 1942. – 1945. tijekom Drugog svjetskog rata okončale su nizozemsku vladavinu i potaknule prethodno ugušeni indonezijski pokret za neovisnost. Dva dana nakon predaje Japana u kolovozu 1945., nacionalistički vođa Sukarno proglasio je neovisnost i postao predsjednik. Nizozemska je pokušala ponovno uspostaviti svoju vlast, ali je oružana i diplomatska borba završila u prosincu 1949., kada su Nizozemci, suočeni s međunarodnim pritiskom, službeno priznali neovisnost Indonezije.
Pokušaj državnog udara 1965. doveo je do nasilne antikomunističke čistke koju je predvodila vojska u kojoj je ubijeno više od pola milijuna ljudi. General Suharto politički je nadmudrio predsjednika Sukarna i postao predsjednik u ožujku 1968. Njegova administracija Novog poretka stekla je naklonost Zapada, čije je ulaganje u Indoneziju bilo glavni čimbenik u sljedeća tri desetljeća značajnog gospodarskog rasta. Međutim, u kasnim 1990-ima Indonezija je bila najteže pogođena istočnoazijskom financijskom krizom, što je dovelo do narodnih prosvjeda i Suhartove ostavke 21. svibnja 1998. Era reformi nakon Suhartove ostavke dovela je do jačanja demokratskih procesa, uključujući program regionalne autonomije, odcjepljenje Istočnog Timora i prve izravne predsjedničke izbore 2004. Politička nestabilnost, društveni nemiri, korupcija, prirodne katastrofe i terorizam ostali su problemi 2000-ih, no gospodarstvo je od 2007. imalo snažne rezultate. Iako su odnosi između različitih vjerskih i etničkih skupina uglavnom skladni, akutno sektaško nezadovoljstvo i nasilje ostaju problemi u nekim područjima.
Danas je Indonezija raznolika i multikulturalna nacija s populacijom od preko 270 milijuna ljudi. Zemlja je poznata po svojoj prirodnoj ljepoti, bogatoj kulturnoj baštini i značajnom doprinosu globalnoj umjetnosti, glazbi i kuhinji. Također je jedno od najbrže rastućih svjetskih gospodarstava i veliki igrač u regiji jugoistočne Azije.